# Henri Vidal (actor)
Henri Vidal (26 de noviembre de 1919 – 10 de diciembre de 1959) fue un actor cinematográfico de nacionalidad francesa.

## Biografía
Nacido en Clermont-Ferrand, Francia, su nombre completo era Henri Lucien Raymond Vidal. Gracias a su atractivo físico, fue elegido « Apolo del año 1939 ». Descubierto por Édith Piaf, debutó en el cine con ella en el film Montmartre-sur-Seine (1941). Tras algunos papeles menores, el actor fue revalorizado por el cineasta René Clément, que lo dirigió en el film Les Maudits en 1947. 
Vidal se casó en mayo de 1943 con la actriz Michèle Cordoue, aunque la pareja se divorció en julio de 1946. En 1950 se casó con Michèle Morgan, a la que conoció durante el rodaje de Fabiola, de Alessandro Blasetti (1949). A partir de entonces encadenó varias películas que le dieron el éxito, destacando de entre las mismas La Belle que voilà (de Jean-Paul Le Chanois, 1950) y L'Étrange Madame X (de Jean Gremillon, 1951). Trabajando como actor dramático, participó en La Jeune Folle (de Yves Allégret, 1952) y en  Les salauds vont en enfer (de Robert Hossein, 1955). 
Además de con Michèle Morgan, Vidal mantuvo relaciones sentimentales con algunas de las más seductoras actrices de los años 1950, entre ellas Françoise Arnoul, Brigitte Bardot, Dany Carrel, Mylène Demongeot, Sophia Loren, Romy Schneider y Marina Vlady.   
Hombre depresivo, sufrió adicción a las drogas desde los 17 años de edad, y falleció en 1959 en París, Francia, a causa de una crisis cardiaca, tras haber finalizado el rodaje de la comedia Sexy Girl junto a Brigitte Bardot. Tenía 40 años de edad. Fue enterrado en el Cementerio de Pontgibaud.

## Filmografía
- 1941: Montmartre-sur-Seine, de Georges Lacombe, con Édith Piaf
- 1943: Port d'attache, de Jean Choux
- 1943: Mermoz, de Louis Cuny
- 1944: L'Ange de la nuit, de André Berthomieu
- 1946: Étrange destin, de Louis Cuny
- 1947: Les Maudits, de René Clément
- 1947: L'Éventail, de Emil-Edwin Reinert
- 1948: Le Paradis des pilotes perdus, de Georges Lampin
- 1949: Fabiola, de Alessandro Blasetti, con Michèle Morgan
- 1950: La Belle que voilà, de Jean-Paul Le Chanois, con Michèle Morgan
- 1950: La Passante, de Henri Calef
- 1950: Quai de Grenelle, de Emil-Edwin Reinert, con Françoise Arnoul
- 1951: Vedettes sans maquillage, documental de Jacques Guillon
- 1951: Le Rendez-vous de Cannes, de Eddie Petrossian
- 1951: L'Étrange Madame X, de Jean Gremillon, con Michèle Morgan
- 1952: C'est arrivé à Paris, de Henri Lavorel y John Berry
- 1952: Les Sept Péchés capitaux, sketch La Gourmandise, de Carlo Rim
- 1952: La Jeune Folle, de Yves Allégret
- 1952: Art. 519 codice penale, de Leonardo Cortese
- 1953: Scampolo '53, de Giorgio Bianchi
- 1954: Attila, de Pietro Francisci, con Sophia Loren
- 1954: Orient-Express, de Carlo Ludovico Bragaglia y Roberto Rossellini
- 1955: Napoleón, de Sacha Guitry
- 1955: Série noire, de Pierre Foucaud
- 1955: Le Port du désir, de Edmond T. Gréville
- 1955: Les salauds vont en enfer, de Robert Hossein, con Marina Vlady
- 1957: Action immédiate, de Maurice Labro
- 1957: Porte des Lilas, de René Clair, con Dany Carrel
- 1957: Une manche et la belle, de Henri Verneuil, con Mylène Demongeot
- 1957: Charmants Garçons, de Henri Decoin
- 1957: Une Parisienne, de Michel Boisrond, con Brigitte Bardot
- 1958: Sois belle et tais-toi, de Marc Allégret, con Mylène Demongeot
- 1959: Les Naufrageurs, de Charles Brabant, con Dany Carrel
- 1959: Pensione Edelweiss, de Víctor Merenda y Ottorino F. Bertolucci, con Lino Ventura
- 1959: Pourquoi viens-tu si tard ?, de Henri Decoin, con Michèle Morgan
- 1959: La Bête à l'affût, de Pierre Chenal, con Françoise Arnoul
- 1959: Ein Engel auf Erden, de Géza von Radványi, con Romy Schneider
- 1959: Voulez-vous danser avec moi ?, de Michel Boisrond, con Brigitte Bardot
- 1976: Chantons sous l'Occupation, documental de André Halimi

## Teatro
- 1942: Jeunesse, de Paul Nivoix, Teatro Édouard VII
- 1946: Anne et le dragon, de Raymond Caillava, escenografía de Nouno Nicas, Teatro Verlaine

### Libros
- Pierre Cadars, Les Séducteurs du cinéma français : 1928-1958, H. Veyrier, 1982

### Periódicos
- L'Écran français, n.º 118, 1947
- Cinémonde, n.º 723, 1948
- Paris Match, n.º 57, 22 de abril de 1950: «Mariage de Michèle Morgan et Henri Vidal»
- Ciné-Revue 1952, n.º 18
- Mon Film Spécial, n.º 605, 26 de marzo de 1958
- Paris Match, n.º 558, 19 de diciembre de 1959: «Michèle Morgan pleure son grand amour»
- Stars, n.º 13, junio de 1992